# Wilhelmus Gerhardus Antonius Johannes Röring
Wilhelmus Gerhardus Antonius Johannes Röring (Groenlo, 1848 - Glanerbrug, 1934) was een Nederlandse onderwijzer, auteur en heemkundige. Als auteur werd hij vooral bekend door zijn historische en geografische werken, met name die over Twente.
Röring groeide op in Groenlo en werd op 16-jarige leeftijd kwekeling bij de onderwijzersschool in Zieuwent. Zijn onderwijzersdiploma haalde hij in Arnhem. In de periode 1869-1876 was hij onderwijzer in achtereenvolgens Haaksbergen, Doesburg en Didam, waarna hij in Geesteren benoemd werd. Op 68-jarige leeftijd ging hij met pensioen en vertrok hij naar Glanerbrug. Van 1907 tot en met 1919 was Röring Statenlid voor het district Almelo.
In Geesteren, Borne en Oldenzaal is een straat naar hem vernoemd: de Röringstraat.